# Vepris nobilis
Vepris nobilis är en vinruteväxtart som först beskrevs av Alire Raffeneau Delile, och fick sitt nu gällande namn av W. Mziray. Vepris nobilis ingår i släktet Vepris och familjen vinruteväxter. Inga underarter finns listade i Catalogue of Life.